# Thái Thọ
Thái Thọ là một xã thuộc huyện Thái Thụy, tỉnh Thái Bình, Việt Nam.

## Địa lý
Xã Thái Thọ nằm ở phía nam huyện Thái Thụy, phía đông giáp xã Mỹ Lộc, phía bắc giáp xã Thái Thịnh, phía tây giáp xã Thái Thành, phía nam giáp sông Trà Lý là ranh giới của huyện Thái Thụy với huyện Tiền Hải. Xã Thái Thọ nối liền với Tiền Hải là đò Trà Lý và nay là cầu Trà Lý khánh thành năm 2004.

## Hành chính
Gồm có 5 thôn là:
- Thôn Xuân Hòa (xóm 1,2,3 cũ)
- Thôn Hanh Lập (xóm 4,5,6 cũ)
- Thôn Độc Lập (xóm 7,8 cũ)
- Thôn Thiên Kiều (xóm 9,10 cũ)
- Thôn Giáo Lạc (xóm 11 cũ).

## Kinh tế
Trồng trọt chủ yếu là trồng lúa và chăn nuôi.
Có nhà máy sản xuất Amoni nitrat xây dựng tại cụm công nghiệp xã Thái Thọ quy hoạch trên cánh đồng ven đê sông Trà Lý.
Có bến cảng cho các tàu đường sông cập bến buôn bán vật liệu xây dựng tại cảng đường sông bên cầu Trà Lý.
Có công ty may và giầy da Đồng Kiều.

## Giao thông
Có quốc lộ 37 (trước đây là quốc lộ 39B cũ) chạy qua được cải tạo,nâng cấp theo tiêu chuẩn đường cấp III đồng bằng, khánh thành và đưa vào sử dụng từ năm 2016
Sông Trà Lý là sông rộng và nước sâu thuận tiện cho vận tải giao thương hàng hóa bằng đường thủy về địa phương.

## Văn hóa
Có di tích lịch sử văn hóa đình Tây Sơn và đền thờ Bà Tướng 12 cửa biển ở thôn Hanh Lập. Chùa Thiên Kiều ở thôn Thiên Kiều.

## Tài nguyên khoáng sản
Có mỏ khí đốt tự nhiên được phát hiện và đang khai thác truyền dẫn bằng đường ống cung cấp lượng khí đốt cho các nhà máy sứ ở khu công nghiệp Tiền Hải.